# Княжество Гомма
Княжество Гомма (оромо Mootummaa Gommaa) — княжество, находившееся в регионе Гибэ, Эфиопия в XVIII веке. Столицей был город Агаро.
Княжество располагалось в основном в холмистой долине, с населением в 1880 году, по оценкам, около 15 000-16 000 человек. Его размеры примерно такие же, как у современного вореда Гоммы.
В княжестве располагались два холма Синка и Бемба, которые были священными для народа оромо.

## История
Хассен утверждает, что первым правителем Гоммы был Абба Боке, хотя Бекингем и Хантингфорд заявляют, что им был его сын Абба Манно. Абба Боке получил контроль над всей Гоммой, между Яччи и Догайе, за исключением области под названием Катту. Позже Абба Манно смог аннексировать Катту во время своего правления (ок. 1820—1840) и продвигал ислам, покровительствуя мусульманским религиозным учителям, а также активизируя деятельность ордена Кадирия.
В 1886 году княжество Гомма было завоевана Бешуа Абуэ от имени императора Эфиопии Менелика II.